# Geispolsheim - quartier gare

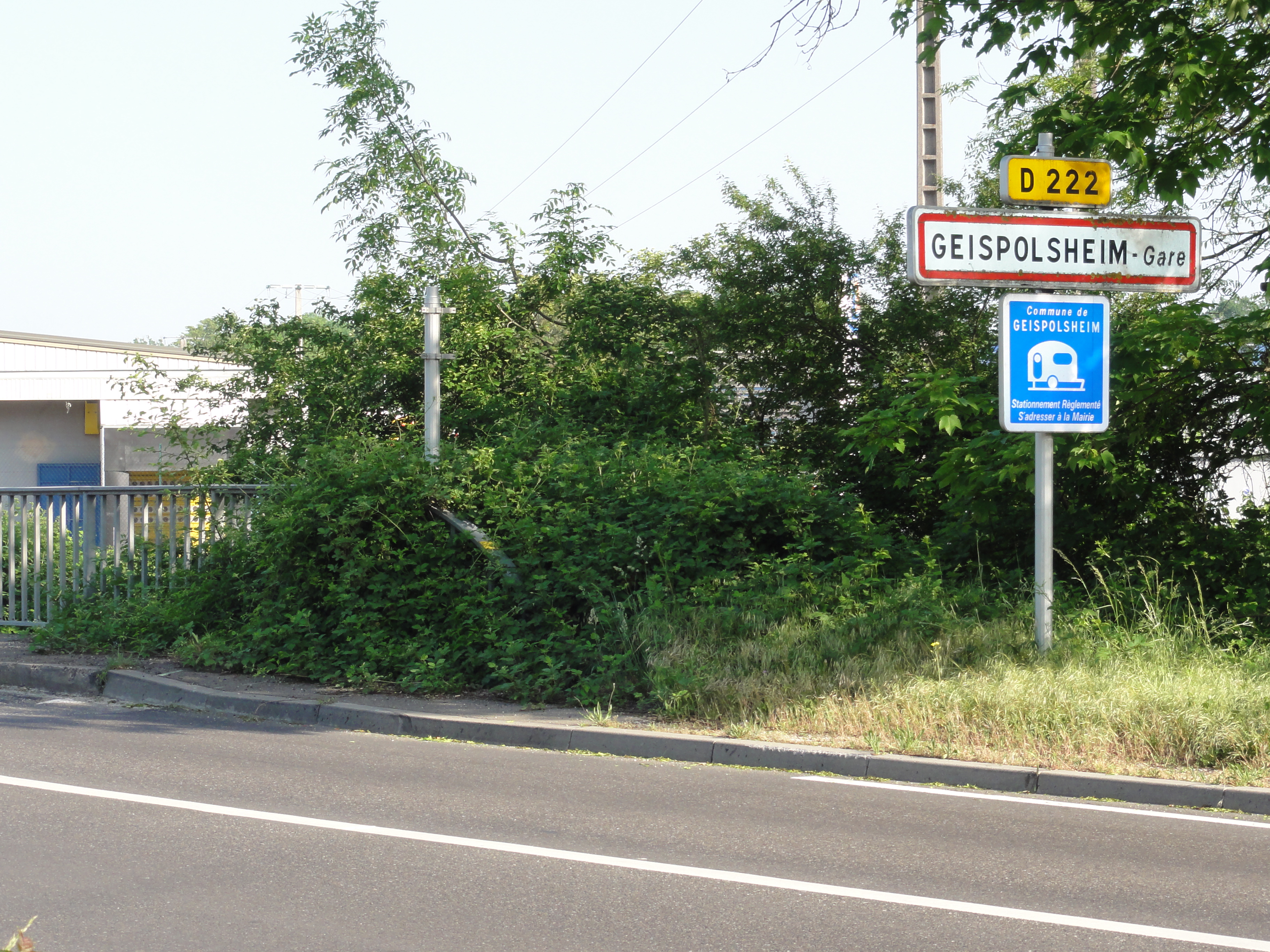
Panneau d'entrée Geispolsheim-gare

Geispolsheim - Gare ou (Kratz), ou quartier gare de Geispolsheim, est le quartier annexe de la ville de Geispolsheim situé à 1,5 km de son quartier village. Ce lieu-dit est exposé à l'est du ban communal de Geispolsheim, et au sud de la ville d'Illkirch-Graffenstaden.
La zone industrielle de Geispolsheim est située derrière le quartier gare.

## Histoire du quartier gare de Geispolsheim
Il y a à peu près une centaine d'années, Geispolsheim (aujourd'hui village), était une petite commune à 10 km au sud-est de Strasbourg, habitée par des agriculteurs alsaciens, vivant dans des maisons à colombage, jusqu'au jour où une ligne de chemin de fer (Strasbourg-Bâle) fut construite et passa à l'est du ban communal de Geispolsheim et qu'une nouvelle gare fait naissance: la Gare de Geispolsheim, desservant le petit village de Geispolsheim. La gare était tellement avantageuse que des cheminots de la SNCF étaient prêts à habiter Geispolsheim. La commune était bien contente de les accueillir à Geispolsheim et souhaitait s'agrandir. Or, les agriculteurs originaires de Geispolsheim n'étaient pas d'accord que des gens de la ville s'installent dans leur village bien tranquille. Alors la commune a eu l'idée de proposer aux cheminots de la SNCF d'aller s'installer à côté de cette nouvelle gare de Geispolsheim. Et c'est comme cela que Geispolsheim construit son nouveau quartier Geispolsheim-gare.

## Sources
Ville de Geispolsheim